# Honorin et la Loreleï
Série Honorin
Les Mouettes
(1991) Honorin 3 : Polly West est de retour
(1993)
Pour plus de détails, voir Fiche technique et Distribution.
Honorin et la Loreleï est un téléfilm français réalisé en 1992 par Jean Chapot.

## Synopsis
Durant l'entre-deux-guerres, un paisible village provençal voit l'arrivée d'une jeune femme allemande et de sa petite fille. Elles viennent retrouver le père de cette dernière, Casimir, un Français qui avait été prisonnier en Allemagne. Mais elles arrivent le jour même de son enterrement. Cette arrivée inopinée sème le trouble, lorsque la jeune Allemande découvre en plein enterrement qu'il avait caché à tout le village ses conditions de vie en Allemagne, conditions pas si inconfortables qu'il le prétendait pourtant dans ses lettres. Honorin, le maire, recueille les deux étrangères, tandis que le village se divise entre les bienveillants et les opposants à la présence de ces deux ressortissantes de l'ancien pays ennemi. Les tensions et les appétits sont aiguisés quand on apprend que Casimir avait laissé un testament.

## Fiche technique
Selon générique :
- Réalisation : Jean Chapot
- Scénario : Jean Chapot et Nelly Kaplan
- Musique : Betty Villemetz et Jean-Yves Rigaud
- Chanson Couleur sépia : paroles de Jean Chapot et Nelly Kaplan, interprétée par Jean Chapot[1]
- Directeur de la photographie : Michel Carré
- Ingénieur du son : Guy Savin
- Chef décorateur : Robert Voisin
- Montage : Anne-Marie Basurco et Claude Ronzeau
- Productrice : Pascale Breugnot
- Production : Banco Production, Canal+, SFP
- Première diffusion : 8 février 1992
- Pays de production :  France
- Genre : Comédie
- Durée: 89 minutes

## Distribution
Selon générique :
- Michel Galabru : Honorin, le maire
- Grace de Capitani : Julia, dite La Loreleï
- Roger Carel : Anselme, le curé
- Jacques Serres : Léonce
- André Dupon : Fernand
- Marie-Christine Descouard : Charlette
- Alain Moussay : Fonce
- Daniel Dublet : Toine
- Bernard Spiegel : Baptistin
- Claudine Delvaux : Justine
- Jean-Louis Richard : Barbacane
- Sylvie Rietmann : Liselotte
- Nelly Kaplan : Mme Gloria

## Accueil
La série Jean Chapot et Nelly Kaplan centrée sur le personnage d'Honorin, et reposant toujours sur le même canevas (l'arrivée de personnages extérieurs semant la zizanie dans le village et révélant les personnalités) est un succès public : Honorin et la Loreleï, diffusé sur Canal+, recueille 55 % d'audience sur TF1, record d'audience 1992 pour un téléfilm. L'audience des autres volets est à l'avenant, chacun réunissant environ 15 millions de téléspectateurs.
Ce second numéro est également bien accueilli par la critique : « Le climat du film, sa personnalité, s'établissent sur les réparties, les traits humoristiques, que des effets judicieux de caméra ou un clin d’œil musical, des allusions et des ellipses renforcent pour donner, au bout du compte, cet air de je-ne-sais-quoi, d'osé, d'aisé, de détaché et de lucide, une forme d'élégance légère en somme, qui met du baume au cœur. »

## Autour du téléfilm
Honorin et la Loreleï est le second volet de la mini-série de téléfilms Honorin, après Les Mouettes et avant Polly West est de retour et Honorin et l'enfant prodigue.